# Emiraat Abuja
Het emiraat Abuja was van 1828 tot 1902 een onafhankelijk emiraat van de Hausa. Het emiraat kwam voort uit vier kleine chiefdommmen van de Koro die onderworpen waren aan het emiraat Zazzau van de Hausa. Nadat Zaria, de hoofdstad van Zazzau, in 1804 ingenomen was door krijgers van de Fulani-jihad (een heilige oorlog), trokken veel inwoners van Zazzau naar de Koro-chiefdommen. Daar stichtten zij in 1828 de stad Abuja, waardoor het emiraat Abuja ontstond. Het emiraat wist aanvallen vanuit Zaria tegen te houden en bleef daardoor een toevluchtsoord voor de Hausa. In 1902 werd de stad bezet door de Britten en onderdeel van het protectoraat Noord-Nigeria. In 1972 werd een groot deel van het emiraat onderdeel van de Federal Capital Territory in Nigeria, waar de nieuwe hoofdstad Abuja gesticht werd. De rest van het emiraat kreeg de naam emiraat Suleja en is nu een onderdeel van de staat Niger. 